# NGC 30
NGC 30 es una estrella doble situada en la constelación de Pegaso sus coordenadas son latitud galáctica -39.923228º y longitud galáctica 110.630986º.
Fue descubierta el 30 de octubre de 1864, por el astrónomo Albert Marth. A pesar de su aparente proximidad, las estrellas no están relacionadas físicamente, con un brillo superior a 1107 ± 14 años luz del Sol y el atenuador a 4888 ± 131 años luz del Sol.